# Hippocampus sindonis
Hippocampus sindonis é uma espécie de peixe da família Syngnathidae.
É endémica de Japão.